# Anarquismo y violencia

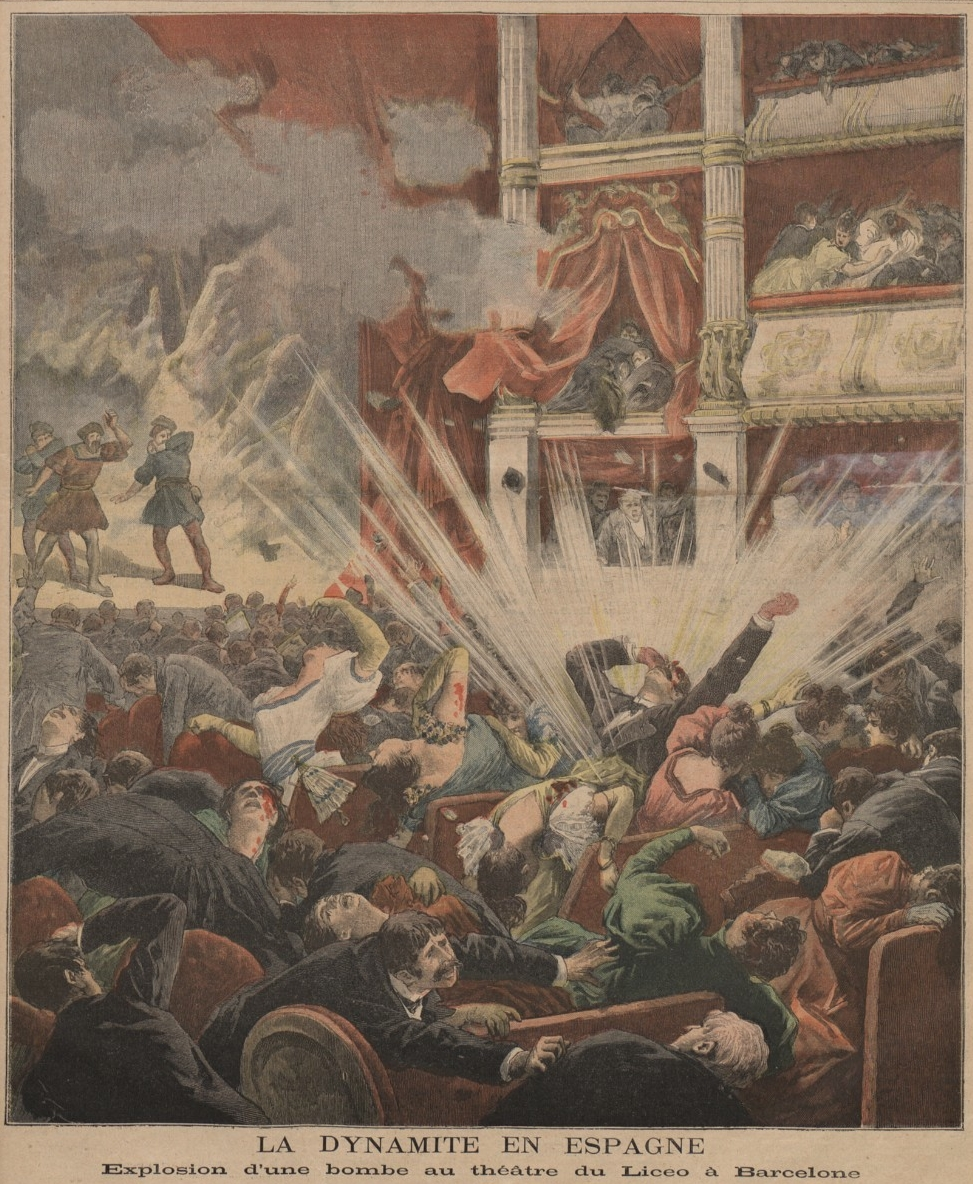
Ilustración de la explosión en el Liceo de Barcelona provocada por el anarquista Santiago Salvador según apareció en el diario Le Petit Journal de París (1893).

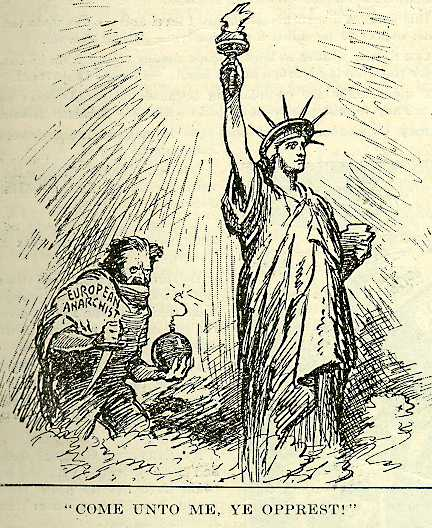
Una caricatura política estadounidense, publicada en, que representa a un anarquista europeo preparándose para destruir la Estatua de la Libertad.

Al anarquismo se lo suele asociar tanto al uso de la violencia para lograr objetivos políticos como al extremo pacifismo, pasando por la perspectiva de uso de violencia exclusivamente para la defensa. Estas marcadas diferencias de percepción son el resultado de que la etiqueta política de «anarquistas» no se corresponde con un grupo homogéneo y constante a lo largo de la historia de los diferentes países donde se han encontrado personas catalogadas como «anarquistas», sino que tales personas pertenecen a corrientes políticas que pueden llegar a ser muy diferentes entre sí y que en ocasiones lo único que tienen en común es la etiqueta política de anarquistas. Entre los anarquistas y sus diferentes corrientes no existe un consenso acerca de la legitimidad o utilidad o niveles de la violencia permitida.
Según los anarquistas el Estado, o cualquier otra institución que ostenta poder, engendra violencia, al ser la minoría de aquellos que ostentan el poder quienes coartan la libertad de los demás individuos para continuar manteniendo sus privilegios en detrimento de la mayoría. La diferencia de criterios surge a la hora de confrontar dicha violencia impuesta por el Estado. Hay anarquistas que creen en el uso de la violencia como medio para alcanzar sus fines, y otros que se encuentran vinculados a movimientos pacifistas. 
El anarquismo alcanzó publicidad masiva por vez primera durante la segunda revolución industrial, cuando células anarquistas a finales del siglo XIX y principios del siglo XX atacaron a jefes de Estado en Europa y América. Algunas de las tendencias y actitudes anarquistas marcadamente no violentas son el anarquismo cristiano y el anarcopacifismo. Estos movimientos tienen una fuerte convicción de que el uso de la violencia supone repetir patrones de poder y autoridad lo cual les lleva a rechazar cualquier acto de violencia y abogan por otros métodos de lucha tales como la desobediencia civil y el antimilitarismo. Sin embargo, hay corrientes como el anarcosindicalismo en las que ambas posturas han convivido. En la guerra civil española y en la Revolución Makhnovista en Ucrania, el anarquismo también utilizó la violencia.

## Diferentes teorías sobre el uso político de la violencia
No existe un consenso real acerca de la legitimidad o utilidad de la violencia en general dentro del movimiento anarquista. Mijaíl Bakunin y Errico Malatesta, por ejemplo, mencionaban a la violencia como una fuerza necesaria y a veces deseable. Al mismo tiempo, ellos denunciaron la violencia y los actos terroristas como deslegitimadores de la dignidad humana y a pesar de su eventual necesidad, siempre como un mal (Malatesta en On Violence y Bakunin cuando rechazó a Nechaev).

«Las revoluciones sangrientas son con frecuencia necesarias a causa de la estupidez humana. Pero son siempre un mal, un daño monstruoso y un gran desastre, no solo por lo que respecta a las víctimas sino también por la pureza y la perfección del fin en cuyo nombre esas revoluciones se suscitan.»
Mijail Bakunin

«Guerra a la violencia: éste es el móvil esencial del anarquismo. Desgraciadamente con mucha frecuencia, contra la violencia no existe otro medio de defensa que la violencia. Pero, incluso entonces no es violento el que se defiende, sino el que obliga a los otros a tenerse que defender; no es violento el que recurre al arma homicida contra el usurpador armado que atenta a su vida, a su libertad, a su pan. El asesino es el que pone a otros en la terrible necesidad de matar o morir. Es el derecho a la defensa, que se convierte en sacrificio, en sublime holocausto al principio de solidaridad humana, cuando el hombre no se defiende a sí mismo sino que defiende a los otros en su propio perjuicio, afrontando serenamente la esclavitud, la tortura, la muerte.»
Errico Malatesta

Otros anarquistas, a veces identificados como pacifistas, comparten la creencia en el uso de la no violencia. León Tolstoi, cuya filosofía es con frecuencia vista como una forma de anarquismo cristiano, creía que la resistencia no violenta era el único método de lograr cualquier cambio social duradero. Para Tolstoi y otros pacifistas toda violencia es ilegítima, sin importar cuales fueran sus fines, aunque recalcando que la no violencia no puede ser neutral, poniéndose en el lugar y tratando de comprender al oprimido aunque este sea violento pero sin compartir sus métodos.
Algunos de los seguidores franceses de Pierre-Joseph Proudhon tomaron una postura similar, viendo en la huelga un acto coercitivo y rechazando tomar parte en tales actividades. Los anarcoindividualistas estadounidenses se opusieron a la "propaganda por el hecho", la cual estaba siendo defendida y cometida por anarcocomunistas, mientras que algunos anarcoindividualistas europeos cometían o defendían estos actos violentos frente a los anarcosindicalistas que se oponían y preferían la huelga como método.
La perspectiva estratégica toma en cuenta que las acciones influencien de forma sustancial las estructuras sociales y las conciencias de los individuos para transformarlas, ante esto existen algunos análisis sobre que prácticas son más eficaces (violentas o no violentas). 
Si bien cuando se han realizado actos de violencia inspirada en ideas anarquistas ha tendido más a la destrucción o el daño a herramientas de control y símbolos del orden instituido o elementos de la fuerza pública durante conflictos o revueltas como forma de defensa, cosa que por muchos anarquistas no es considerado necesariamente violento aunque sí muchas veces inapropiado. Otros casos como por ejemplo la vía armada por parte guerrillas y sobre todo milicias populares como en algunas ocasiones ha sucedido con las luchas anarquistas, entran más en la lógica de la violencia revolucionaria y la autodefensa contra la fuerza pública; tiene un carácter más popular y trata de evitar la existencia de vanguardias, líderes armados o la militarización, lo que ha traído ciertas dificultades al respecto de este tipo de organizaciones o estrategias.
En el caso del atentado de la "propaganda por el hecho" se ha argumentado a favor que es más eficiente que una persona o un grupúsculo conspire para eliminar al agresor autoritario antes que hacer toda una movilización para sacarlo del poder o de su puesto de influencia, ahorrándose muertos o herido de la sociedad civil. Los contrarios afirman que el sistema autoritario es más complejo que el mando de un jerarca y que con eliminarlo no se va a desarrollar una sociedad libre y antes más bien puede surgir un gobernante peor que el anterior o la idea en la sociedad de que todo se arregla cambiando de gobernantes en vez de destruir todo gobierno o cambiar la forma de vivir y relacionarse, eso sino no fracasa y la represión empeora el ambiente; además el hecho de que sea una movilización popular legitima el hecho como voluntad consciente de cambiar por parte de los movilizados (incluso si la movilización popular no está inspirada exclusivamente en perspectivas anarquistas). Algunos ante eso responden que ante la existencia de un tirano insoportable es preferible eliminarlo aunque eso no conlleve una transformación social pero al menos sí alguna ligera mejora.
En tiempos actuales tampoco hay una posición unánime sobre el uso de violencia (y también de la no violencia) y sobre que hasta que punto se puede llevar o bajo que estrategia. Con algunas excepciones la tendencia en las últimas décadas ha sido evitar grupos armados o acciones violentas grandilocuentes, en parte para evitar vanguardias y por considerarlo lo más apropiado al menos ante estos tiempos, con respecto a la no violencia la tendencia ha sido aceptarla de alguna forma pero usualmente considerando el recurso de autodefensa, la idea es hacer la conquista de la libertad algo incluyente.

### Anarcocomunismo y la propaganda por el hecho
Con frecuencia el anarquismo ha sido asociado a la violencia, por un lado por el errado criterio de que anarquismo significa destrucción o desorden, pero también por un alto número de actos violentos cometidos por algunos individuos o grupos anarquistas contra las autoridades gubernamentales o monarcas, muchos de estos atentados se confunden con el terrorismo, y a pesar de las posibles semejanzas han tenido una dinámica diferente. Estas situaciones incluyen atentados y acciones individuales, y otras de actividades colectivas que pueden señalarse como violentas y que corresponderían a lo que se denomina violencia revolucionaria. En otros casos de menor frecuencia pero no menos importantes, tanto el componente ético como el principio de no asesinar civiles, estuvo ausente o no ha sido considerado primordial.
En ese marco algunos de los homicidios (en forma de atentados) realizados por anarquistas, fueron predominantemente magnicidios invocando el derecho al tiranicidio o el "exterminio del jerarca", y no bajo la lógica de agresión a población civil o de terrorismo.
Debido a que a finales del siglo XIX muchas huelgas y manifestaciones obreras y populares terminaron en la masacre de éstas por parte de las autoridades y en otros casos por razones de afirmación espontánea del desprecio a la autoridad, algunos revolucionarios apoyaron los actos de violencia política, tales como ataques, bombas y el asesinato de jefes de Estado para apoyar el ideal anarquista. Tales acciones han sido a veces denominadas "propaganda por el hecho", teoría sobre la violencia surgida dentro del anarcocomunismo, si bien este término incluye toda acción que haga visible una reivindicación. 
Algunos anarquistas consideran que la asimilación de terrorismo y "propaganda por el hecho" es incorrecta debido a que el diccionario de la Real Academia Española define terrorismo como una dominación por el terror o sucesión de actos de violencia ejecutados para infundir terror mientras que la intención de la "propaganda por el hecho" es la de inspirar el ardor revolucionario de los individuos a través de hechos dramáticos, y consideran que es más correcto asimilar la "propaganda por el hecho" con violencia.

### Ilegalismo y atentados
A este tipo de prácticas se las asocia con anarquistas que decidieron tomar la vía del magnicidio, como el famoso caso de Leon Czolgosz que asesinó al presidente de los Estados Unidos William McKinley de un disparo, o con anarquistas que deciden usar bombas como el francés Ravachol. Este tipo de acciones, polémicas incluso dentro del mismo movimiento anarquista, nacen como consecuencia de algunas de sus teorías y aunque no son apoyadas pueden llegar a ser justificadas internamente. 
Un importante exponente de las acciones violentas fue el italiano Luigi Galleani, que lideraba el grupo llamado "Los Galleanistas", y que enfatizaba el uso de la violencia como forma de conseguir objetivos revolucionarios implicándose en numerosas puestas de bombas sobre todo en comisarías de los EE. UU.
Por otro lado, hay fuentes que asocian las acciones ilegales como respuesta a asesinatos o actos represivos a obreros, sindicalistas o anarquistas, como respuesta al "terrorismo blanco" gubernamental y pistolerismo patronal. Por ejemplo la del grupo de anarquistas españoles llamados Los Solidarios formado por, entre otros, Buenaventura Durruti, Juan García Oliver y Francisco Ascaso, relacionados con el asesinato del cardenal Juan Soldevilla y Romero como venganza del asesinato del sindicalista Salvador Seguí y del abogado Francesc Layret.

## Historia de los atentados anarquistas
Entre los últimos años del siglo XIX y primeros del XX se produjeron en el mundo occidental numerosos atentados perpetrados por pequeños grupúsculos o individuos de inspiración anarquista, algunos han sido calificados como actos terroristas y otros los consideran aunque exagerados o inapropiados, actos de rebelión.
Según los anarcosindicalistas y anarcocomunistas, la explicación de los atentados anarquistas tiene relación con el contexto histórico donde según ellos las jornadas laborales en las industrias en el siglo XIX podían llegar a las diez o doce horas en unas condiciones precarias y la proliferación del trabajo infantil, de tal manera que surgió un importante movimiento obrero de oposición, que fue inicialmente reprimido por los gobiernos de los regímenes demoliberales.

«La actitud inicial de los diferentes gobiernos ante la organización de los trabajadores frente a los manifiestos abusos de los empresarios será la de reprimirla. Esta represión será aún mayor cuando se produzcan huelgas en protesta por las condiciones de trabajo. En ningún momento se intenta analizar objetivamente qué es lo que mueve a los obreros a manifestarse contra su situación y a buscar una solución diferente de la policial. Los estados liberales se cerrarán ante el movimiento obrero, impidiendo su entrada al sistema. No sólo se situará fuera de la ley a las organizaciones obreras, obligadas así en muchas ocasiones a la clandestinidad, sino que se cerrarán sus órganos de expresión (serán clausurados gran número de periódicos) y se llegará incluso a falsear el voto en algunos países. [...] La represión de las manifestaciones obreras en algunas ocasiones tendrá una violencia física importante. Los instrumentos de la represión serán las fuerzas del orden (policía, ejército.). La represión generada en muchas ocasiones llegará incluso a la desarticulación operativa del movimiento obrero, que tendrá enormes dificultades para desenvolverse y se verá abocado a la clandestinidad en numerosas ocasiones, especialmente cuando el poder caiga en manos de los más conservadores. Como consecuencia el movimiento se contrae y se reduce en gran medida.»
José Luis García Mañas, La represión del terrorismo anarquista (1890-1900)

Ante esta situación, en un congreso celebrado en Londres en 1881 promovido por la facción anarquista de la antigua Primera Internacional —opuesta a la facción marxista que no descartaba la participación de un partido de la clase trabajadora en el sistema parlamentario demoliberal— se apuesta por la acción directa de la "propaganda por el hecho", que es descrita por José Luis García Mañas como una táctica "basada en el uso de la violencia para llamar la atención sobre las desigualdades y para crear una situación de terror que produzca una espiral de violencia que acabe en la Revolución".
La "propaganda por el hecho" se inspiró en los atentados contra Alfonso XII de España (en 1879 y 1879), Humberto I de Italia (en 1878) y Alejandro II de Rusia (en 1881). A partir de entonces comenzará una serie de atentados y magnicidios perpetrados por algunos grupos anarquistas que serán respondidos por las autoridades gubernamentales con una fuerte represión que en el caso de España "tendrá extremos de sadismo" según García Mañas.
García Mañas también apunta la existencia de agentes provocadores:

Podemos añadir entre las causas de la violencia anarquista la actuación de agentes provocadores, cuya presencia es más que constatable en varios atentados. Los gobiernos buscaban con estas acciones crear confusión para poder llevar a cabo así una acción más "eficaz" contra unas ideas manifiestamente contrarias a sus intereses.
José Luis García Mañas, La represión del terrorismo anarquista (1890-1900)

En España, La Mano Negra fue una supuesta organización anarquista secreta y violenta que actuó en Andalucía a finales del siglo XIX y a la que se le atribuyeron asesinatos, e incluso incendios de cosechas y edificios. A día de hoy no está claro si la Mano Negra existió o si fue un invento del gobierno de Sagasta para aplacar las revueltas en los campos del sur de España.

### Represión de las autoridades gubernamentales
A finales del siglo XIX y principios del siglo XX los movimientos anarquistas fueron violentamente reprimidos. Los mártires de Chicago y la pena de muerte contra Nicola Sacco y Bartolomeo Vanzetti en Estados Unidos son dos de los casos más significativos. Bien entrado el siglo, en 1974 fue ejecutado en España el anarquista Salvador Puig Antich.
Habitualmente, los anarquistas han manifestado que han sido objeto de criminalización por parte de las autoridades. La Mano Negra fue una organización violenta que cometió varios asesinatos a finales del siglo XIX en Andalucía, los grupos anarquistas locales manifestaron no tener nada que ver con la organización y hasta hoy en día no existen pruebas fehacientes de su existencia que se presume fue una invención de las autoridades usada como excusa para la represión. El incendio de la sala Scala Barcelona, en 1978, fue otro caso en el que los anarquistas vieron una campaña de desprestigio hacia el anarquismo incitado por el gobierno.